# Bothwell Browne
Pour l’article homonyme, voir Browne.
Bothwell Browne (né Walter Bothwell Bruhn ; 1877-1947) est un artiste de théâtre et de cinéma américain d'origine danoise, mieux connu comme imitateur féminin. 

## Biographie
Né à Copenhague, Browne grandit à San Francisco et crée un numéro de vaudeville dans lequel il interprète une femme. Pendant un temps, il joue en duo avec l'imitatrice Kathleen Clifford qui joue, elle, dans les vaudevilles le rôle de l'homme.  Il est à New York en 1908, quand le New York Times l’annonce  poursuivant Texas Guinan pour la violation de ses droits concernant un de ses numéros mettant en scène sa Gibson Girl. 
Délibérément ou non, Browne rivalise avec la plus connue des imitatrices, Julian Eltinge. Cependant, une partie du public comme certains directeurs de théâtre  trouvent son jeu de scène plus séduisant et donc plus troublant que celui d’Eltinge.  Le spectacle Miss Jack de Browne à Broadway, débute en septembre 1911 au Herald Square Theatre , exactement une semaine avant le succès de The Fascinating Widow d' Eltinge. 
La seule apparition de Browne dans un film  est dans Yankee Doodle in Berlin, la production la plus onereuse de Mack Sennett, producteur et scénariste du film, en 1919. Film de  propagande américaine de la Première Guerre mondiale ,  sa sortie est siimultanée à celle du film anti-allemand d' Eltinge Over the Rhin , renommé  The Isle of Love trois ans plus tard. 
La même année, Browne, au sommet de sa carrière, apparaît en vedette  accompagné par les bathing Beauties de Mack Sennett au Palace Theatre, un théâtre de New York , représentant alors, au Box-office, la réservation la plus recherchée dans le vaudeville américain .  Il prit ensuite sa retraite pour enseigner la danse à San Francisco et mourut à Los Angeles, en 1947. 